# Dekla
Dekla (mađ. Teklafalu, nje. Tekladorf) je selo u južnoj Mađarskoj.
Zauzima površinu od 16,76 km četvornih.

## Zemljopisni položaj
Selo se pruža u smjeru sjever-jug.
Nalazi se na 45° 57' sjeverne zemljopisne širine i 17° 44' istočne zemljopisne dužine. Zádor je 5 km zapadno, Surinj je 3 km sjeverozapadno, Ujfaluba je 1 km zapadno i sjeverno, Várad je 2 km sjeveroistočno, Biriš je 2 km sjeveroistočno, Andrec je 3 km jugoistočno, Lukovišče je 5,5 km jugozapadno, Potonja je 6 km jugozapadno. Dombol je 10 km zapadno.

## Upravna organizacija
Upravno pripada Sigetskoj mikroregiji u Baranjskoj županiji. Poštanski broj je 7973.

## Povijest
Do 1800-ih na ovom mjestu nije bilo naselja, nego samo pusta imena Tiltvány. Onda je László Cindery na ovom mjestu uspostavio naselje za radnike koji su radili na njegovom posjedu gdje se uzgajao duhan.
Ovdje je 1839. doveo Nijemce iz Tolnanske županije koji su uzgajali duhan. Njegova supruga je dala ime selu Tekla po njegovom prvom imenu. Tijekom 19. st. ovo je područje upravno pripadalo selu Ongyi.
Prema popisu stanovništva u Mađarskoj 1910. je u selu živjelo 815 stanovnika, od čega 542 Mađara i 273 Nijemca.
1929. je selo prvi put kvalitetnije spojeno s nekakvom makadamskom cestom.
Nakon drugog svjetskog rata, mjesni Nijemci su iseljeni. Na njihovo mjesto su dovedeni Mađari iz Horne zeme (u 19. st. zvane i kao Gornja Ugarska).

## Promet
Istočno od sela prolazi željeznička prometnica Barča – Šeljin – Viljan. Kraj sela se nalaze dvije željezničke postaje, s time što postaja koja je u Dekli glasi na Ujfalubu, a nešto udaljenija od sela i bliža Andrecu glasi na Deklu.

## Stanovništvo
Dekla ima 357 stanovnika (2001.). Većina su Mađari, a manjinsku samoupravu imaju Romi, koji čine 4%. Hrvati čine oko 1% stanovnika. Rimokatolika je oko 80%, a kalvinista je oko 5%.

## Vanjske poveznice
- (mađ.) Teklafalu a Nemzeti Jelképek oldalon  Arhivirana inačica izvorne stranice od 8. travnja 2008. (Wayback Machine)
- Dekla na fallingrain.com